# Petřvald
Petřvald é uma cidade checa localizada na região de Morávia-Silésia, distrito de Karviná.